# Ventil (Blasinstrument)
Ventile dienen bei Blechblasinstrumenten dazu, die Rohrlänge zu verändern, um ein chromatisches Spiel zu ermöglichen. Bei Betätigung des Ventils wird die Luft durch eine zusätzliche Rohrschleife bestimmter Länge geleitet und so die Luftsäule des Instruments (in der Regel) verlängert.
Sehr selten ist das Verkürzungsventil als Umkehrung der beschriebenen Funktionsweise anzutreffen. Hier strömt die Luft bei nicht betätigtem Ventil durch die Ventilschleife, so dass die Luftsäule bei seiner Betätigung verkürzt wird. Beispiele dafür sind die französische Bauform des Waldhorns und die B/C-Posaune.

## Konfigurationen
Klassischerweise sind Blechblasinstrumente mit drei Ventilen ausgestattet (die Prozentangabe ist näherungsweise die Rohrverlängerung in Bezug auf die Instrumenten-Grundlänge):
- Das erste Ventil erniedrigt den Naturton um zwei Halbtöne (12,4 %),
- Das zweite Ventil erniedrigt den Naturton um einen Halbton (6,0 %),
- Das dritte Ventil erniedrigt den Naturton um drei Halbtöne (19,1 %)

Ist noch ein weiteres Ventil vorhanden, so handelt es sich in der Regel um ein Quartventil, das eine Tonerniedrigung um fünf Halbtöne bewirkt (33,8 %). Unten findet sich die entsprechende Beispielrechnung.
Sehr selten ist ein weiteres Ventil, das eine Tonerniedrigung um einen Viertelton bewirkt (3,0 %). Bei manchen Tuben gibt es ein fünftes Ventil, das die Gesamtlänge um einen tieferen Ganzton verlängert, und selten auch ein sechstes (größerer Halbton). Diese beiden dienen der unten beschriebenen Kompensation, um den Tonumfang zur Pedallage sicherzustellen.
Ein Effekt des vierten Ventils ist die Erweiterung des Tonumfangs um eine Quarte abwärts, sodass bei Verwendung von 1+2+3+4 unter Vernachlässigung von Intonationsproblemen eine große Septime abwärts möglich ist (z. B. b → H). Im untersten Bereich der Skala kann somit die „Tritonus“-Lücke direkt oberhalb des Pedaltons geschlossen werden.
Ein zweiter Effekt des vierten Ventils besteht in der Lösung von Intonationsproblemen im Zusammenhang mit den Ventilkombinationen 1+3 sowie 1+2+3. Alle weiteren Ventile dienen der weitergehenden Kompensation.
Das „Stopfventil“ beim Waldhorn verlängert um ca. 10 % und kompensiert damit die Tonerhöhung, die das komplette (Zu-)„Stopfen“ des Horn-Schallstücks mit der Hand verursacht. Der eigentliche „Stopf“-Effekt wird nicht durch das Betätigen des Ventils erzeugt!

## Bauweisen und Geschichte

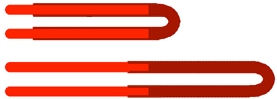
Schematische Darstellung eines Stimmzugs

Gebräuchlich sind heutzutage vor allem zwei Bauformen:
- das Pumpventil (auch Périnet-Ventil genannt) und
- das Drehventil (auch als Zylinderventil bezeichnet).

Die Ventilrohrschleifen (s. u.) haben in aller Regel eine zylindrische Bohrung (Innendurchmesser) und – bei ausreichender Länge – einen eigenen Ventil-Stimmzug zur Feinstimmung.
Zur Geschichte des Ventils siehe auch Ventilhorn.

### Pumpventil (Périnet-Ventil)

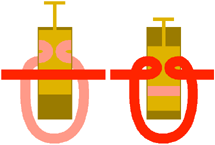
Schematische Darstellung der Funktionsweise eines Pumpventils

Das moderne Pumpventil geht auf eine erstmals von François Périnet im Jahr 1838 vorgestellte Ventilkonstruktion zurück, weswegen es auch Périnet-Ventil genannt wird. Ventile dieser Bauart besitzen einen zylindrischen Ventilkörper (in der Abbildung als hellbraunes Rechteck dargestellt), der mittels einer Fingerkappe (hellbraunes „T-Stück“) gegen Federdruck bedient wird. Zwei Luftkanäle in dem Ventilkörper (hellrot, innen) leiten bei Betätigung der Kappe den Luftstrom über die Ventilschleife (rot) um.
Ein Pumpventil zeichnet sich dadurch aus, dass nicht nur sein Ventilkörper zylindrisch ist, sondern auch fast der gesamte Rohrquerschnitt in seinem Verlauf. Konstruktionsbedingt liegen die Lufteinlässe sowohl des Hauptrohrs als auch der Rohrschleife grundsätzlich auf einer anderen Höhe als deren Luftauslässe. Die Feder liegt in dem Hohlraum entweder über oder unter dem Ventilkörper (dunkelbraun).

Bei dieser Bauweise entspricht die vom Ventilkörper zurückgelegte Streckenlänge grundsätzlich mindestens dem Durchmesser des Hauptrohrs. Zwar kann dies bei der Tuba, bei der der Durchmesser der Bohrungen bei bis zu > 20 Millimeter liegt, spieltechnische Probleme aufwerfen; dafür gelten Périnet-Ventile als besonders wartungsfreundlich, da sich die Ventilkörper einfach, schnell und in der Regel ohne Werkzeug aus ihrem Gehäuse ausbauen lassen.
Die Bauform Pumpventil ist heute die am weitesten verbreitete und findet sich beispielsweise bei der überwiegenden Mehrzahl der Trompeten.

#### Vorläufer
Bereits das 1813 von Heinrich Stölzel erfundene Ventil folgte dem Prinzip des späteren Périnet-Ventils, im Gegensatz zur heute gängigen Bauweise strömte hier die Luft allerdings noch an der Unterseite ein. Das Ventil war zu Stölzels Zeit ein neuartiges Bauteil. Waren bis dato noch sämtliche Hörner Naturhörner gewesen, war es mit einem Ventil nun möglich, die in ein Hornblasinstrument aus Metall geblasene Luft in zwischengeschaltete Röhren umzuleiten, die Luftsäule damit zu verlängern und so einen tieferen Ton zu erzielen. Ausgehend von Stölzels neuem Ventilhorn, das zunächst nur mit zwei Ventilen ausgestattet war, erfolgte eine Weiterentwicklung zu drei Ventilen, die auch bei anderen Blechblasinstrumenten eingebaut wurden und der ganzen Instrumentenfamilie völlig neue Einsatzmöglichkeiten in den Orchestern brachte. Bis um 1860 hatte sich das chromatische Horn in allen Orchestern durchgesetzt.

##### Berliner Ventil
Eine weitere frühe Form des Pumpventils, neben der von Stölzel aus dem Jahr 1813, war das sogenannte Berliner Ventil (oder Berliner Pumpe), das von Stölzel 1827 sowie unabhängig von diesem 1833 von Wilhelm Wieprecht entwickelt wurde. Das Berliner Ventil besaß seitliche Einlässe für die Ventilschleife, die sich auf gleicher Höhe mit den Einlässen für das Hauptrohr befanden.

### Drehventil

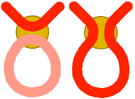
Schematische Darstellung der Funktion eines Drehventils

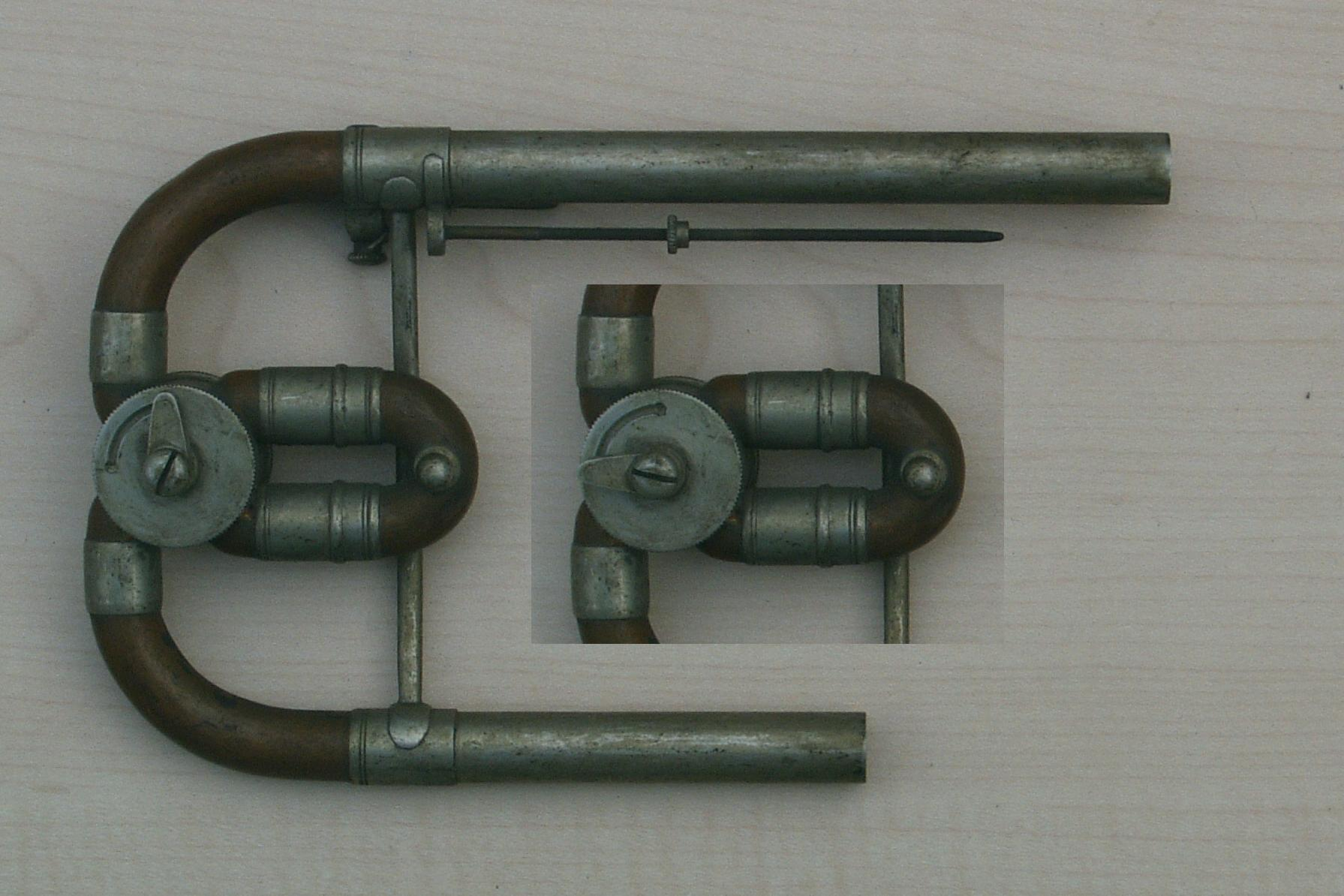
Stellventil an einem Stimmbogen; Stellungen: links – direkter Durchgang; rechts – Durchgang mit Verlängerung durch einen kurzen Zug

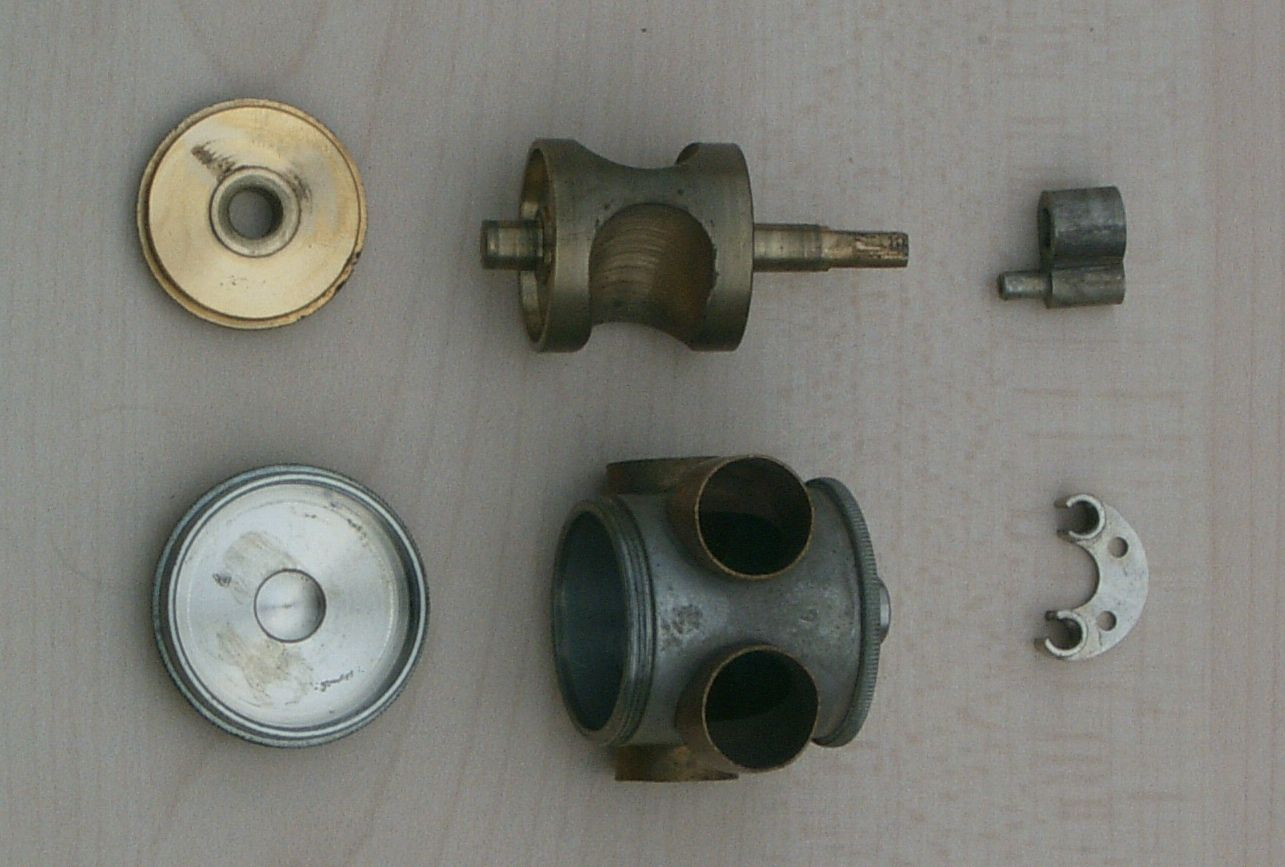
Drehventilteile, oben von links: Sprengdeckel, Wechsel, Flügel; unten von links: Schraubdeckel, Ventilgehäuse (Büchse mit Ohren), Ventilanschlag (Hufeisen)

Das Drehventil besitzt einen Ventilkörper mit zwei Kanälen, der bei Betätigung des Ventils jedoch um 90° um seine Hochachse rotiert. Ventilschleife und Hauptrohr münden auf gleicher Höhe in das Gehäuse.
Zur Betätigung dient in der Regel ein federbelasteter Hebel, der entweder über mechanische Gelenke oder über eine Schnurmechanik mit dem Ventilkörper verbunden ist. Eine andere Bauform ist die des verriegelbaren Stellventils, mit der das gesamte Instrument oder ein bestimmtes Ventil auf eine andere Grundstimmung umgestellt werden kann.
Das Drehventil wurde 1818 entwickelt, als Friedrich Blühmel und Heinrich Stölzel darum gebeten wurden, auch diese Bauform in das von ihnen beantragte Patent aufzunehmen. Weitere Entwicklungen, namentlich von Joseph Riedl in Wien 1835 sowie Leopold Uhlmann 1843, führten schließlich zur bis heute gebräuchlichen Form.
Der Ventilkörper mit seinen Lagerstiften wird traditionell aus fertigungstechnischen Gründen leicht konisch gefertigt (Kegelverhältnis ca. 1:40), durch den Einsatz präziserer Bearbeitungsmaschinen seit einigen Jahren auch zylindrisch mit Kugellagerung. Als Material verwendet man:
- für den Ventilkörper: traditionell Messing, langlebiger ist Bronze, Kunststoff mit nichtrostenden Edelstahllagerstiften;
- für das Ventilgehäuse (trad. „Büchse“): Messing oder Neusilber.

Drehventile sind insbesondere beim Waldhorn sowie bei den deutschen Bauformen gängiger Blasinstrumente gebräuchlich wie der Deutschen Konzert-Trompete und als Quartventil an der Deutschen Konzertposaune. Zudem findet man sie an Blasinstrumenten der kontinentaleuropäischen Volksmusik wie dem Tenorhorn und Baritonhorn. Infolge der Hebelübersetzung lässt sich der Ventilweg auf Kosten höherer Betätigungskräfte reduzieren, weshalb Drehventile auch bei Tuben weit verbreitet sind.

## Spieltechnikunterschiede
Beim Niederdrücken eines Ventils wird der Luftstrom kurzzeitig durch die Ventilverlängerung und die Ventilverbindung geleitet. Dadurch entsteht eine nicht exakt definierte Rohrlänge, somit ist der zu spielende Ton in seiner Höhe extrem variabel. Der Ton klingt somit nicht sauber, sondern nasal, unterdrückt, matt und gedämpft leise. Anfängern passiert es mitunter, dass sie versehentlich das Ventil nur halb oder zu langsam schalten oder dass durch mangelnde Ölung das Ventil hängt, und genau dann kommt ein „Quetsch“-Effekt unerwünscht zustande.
Überwiegend bei Trompeten mit Pumpventilen wird mitunter dieser Effekt absichtlich verwendet, der in traditioneller klassischer Musik misslich, im Jazz, Salsa, der Popmusik oder in der sogenannten Neuen Musik der Klassik (nach 1950) aber ausdrücklich erwünscht sein kann: der Quetscher per halb gedrücktes Ventil und damit verbundene Phrasierungsweisen mittels zu langsam geschalteter Ventile (z. B. beim Jazztrompeter Chet Baker). Durch diese Spielweise ist auch bei Ventilinstrumenten ein Glissando-Effekt möglich. Diese Spielweise ist auf Trompeten mit Drehventilen schwerer möglich: Konstruktionsbedingt liegen die Drehventile an einer akustischen Stelle, wo überwiegend ein Schwingungsbauch (Druck-Maximum) der schwingenden Luftsäule sich befindet, wodurch eine Lippen- und Mundhöhlen-Beeinflussung durch den Bläser erschwert wird. Bei herkömmlichen Perinettrompeten werden konstruktiv die Ventile in der akustischen Hälfte der Rohrlänge positioniert, wo sich verhältnismäßig oft Schwingungsknoten (Druck-Minima) befinden. Weiterhin ist ein Unterschied durch den Druckweg des Ventils gegeben: Bei Trompeten mit Pumpventilen beträgt er etwa 17 mm, bei Drehventilen etwa 8 mm. Die Beherrschung der exakten Ventilstellung ist bei längerem Druckweg leichter.
Diese Konstruktionsunterschiede entstanden zum Teil zufällig, zum Teil zwangsweise beim Entwurf der Instrumente und können instrumentenbaulich nicht in Verbindung mit der eigentlichen mechanischen Ventilkonstruktion gebracht werden. Eine spezielle Verwendung oder Bevorzugung der einen oder anderen Ventilkonstruktion ist überwiegend im historischen Kontext mit der konkreten Musikgeschichte und ihren Musikstilen zu sehen.
Eine weitere interpretatorische, somit vor allem oft bei Pumpventilen hörbare Spieltechnik ist das „Tremolo“. Es gibt sehr zahlreiche Spezialgriffe (in englischer pädagogischer Lektüre false fingerings genannt), die aus Intonationsgründen entweder grundsätzlich nicht oder nur für echte Triller in Ausnahmefällen als sogenannte Hilfsgriffe verwendet werden. Zu den Spezialgriffen zählen beispielsweise das g (0 oder 1+3), b (1 oder 1+2+3), c (0 oder 2+3), cis (1+2, 3 oder 1+2+3), d (1 oder 1+3), es (2 oder 2+3) usw. Die Alternativ- oder Spezialgriffe werden, bedingt durch die immer enger liegenden Obertöne, immer zahlreicher, je höher die Töne ausgewählt werden. Das Tremolo wird dadurch erzeugt, dass ein Standardgriff in schnellstmöglicher Weise von einem Alternativ- oder Spezialgriff im Wechsel abgelöst wird und so ein Klangfarbtriller auf derselben Tonhöhe entsteht. Diese Spielweise ist im Jazz und den ihm nahestehenden Stilen fest etabliert und wird bisweilen auch von zeitgenössischen klassischen Komponisten gefordert.
Aufgrund der musikalisch-stilistischen Traditionen, der mechanisch einfacheren Massenproduktion und auch der „Quetscher“- und „Tremolo“-Technik hat sich die Perinet-Trompete mit Pumpventilen gegenüber der Trompete mit Drehventilen im Jazz weltweit durchgesetzt.

### Konische Ventilmaschine
Bei hochwertigen Instrumenten mit weiter Mensur (z. B. Baritonhorn oder Tuba) weisen das Quartventil und etwaige weitere Ventile mit sehr langen Rohrschleifen mitunter eine größere Bohrung auf als die anderen Ventile. Der Grund für diese Bauweise liegt darin, dass die Klangfarbe solcher Instrumente durch ihre sich stark konisch erweiternde Bohrung bestimmt ist. Beim Gebrauch der Ventile wird aber eine mehr oder weniger lange Strecke mit zylindrischer Bohrung dazwischengeschaltet. Je länger diese zylindrische Passage ist, desto stärker verändert sich die Klangfarbe und Ansprache gegenüber dem „offenen“ Instrument (d. h., es wird kein Ventil verwendet), was in der Regel unerwünscht ist.

### Sonderformen
Weitere Drehventile:
- Thayer-Ventil. Konstruktionsbedingt wird es nur für das Quartventil der Posaune verwendet.

Weitere Pumpventile:
- Doppelschiebeventil (Stechbüchsenventil) beim Wiener Horn: Zwei simultan bewegte Ventilröhren schalten zwischen geradlinigem und um 90° abgewinkeltem Luftdurchgang um. Die Konstruktion erfordert eine relativ große Mindestlänge der Rohrverlängerung des Ventils.

## Intonationsprobleme
Werden zwei oder mehr Ventile in Kombination verwendet, so entspricht die Intonation des erklingenden Tones nicht der rechnerischen Summe ihrer Intervalle, sondern einem zu hohen Ton. Das liegt daran, dass die zusätzlich durch jedes Ventil in den Resonanzkörper geschaltete Rohrlänge nur darauf berechnet ist, jeweils die Luftsäule des offenen Instruments um ein bestimmtes Intervall zu erniedrigen, aber nicht die bereits durch ein anderes Ventil verlängerte Luftsäule zu berücksichtigen. Aus dem gleichen Grund entsprechen die Zugpositionen auf der Posaune bei betätigtem Quartventil nicht mehr denen auf dem offenen Instrument, sondern liegen jeweils progressiv weiter hinten – die gesamte Zuglänge ist jetzt nur noch ausreichend für insgesamt sechs Positionen, von denen die letzte mit der siebten Position bei offenem Instrument zusammenfällt.

### Beispielrechnung
Um den Ton um einen Halbton zu erniedrigen, muss das Rohr um etwa sechs Prozent verlängert werden. Bei einem Instrument mit einer offenen Rohrlänge von 100 cm hat der Zug des zweiten Ventils also eine Rohrlänge von sechs Zentimetern.
Um den Ton um zwei Halbtöne zu erniedrigen, müssen nochmals sechs Prozent hinzugefügt werden. Diesmal sind es allerdings sechs Prozent vom neuen Grundwert 106 cm, also 6,36 cm, so dass man insgesamt auf eine nötige Rohrlänge von 112,36 cm kommt. Daher beträgt die Rohrlänge des ersten Ventilzugs in diesem Beispiel 12,36 cm.
Um den Ton um einen weiteren Halbton zu senken, kommen wieder sechs Prozent hinzu – vom Grundwert 112,36 cm, also 6,74 cm. Die nötige Gesamtlänge beträgt daher 119,1 cm, der dritte Ventilzug muss 19,1 cm lang sein.
Um den Ton um vier Halbtöne zu erniedrigen, sind weitere sechs Prozent Rohrlänge erforderlich – aber vom neuen Grundwert 119,1 cm. Der korrekte Wert wäre also 7,15 cm. Das erste Ventil ist deutlich länger, das zweite jedoch ein wenig kürzer als der geforderte Wert. Die Ventilkombination (2+3) wird in der Praxis benutzt und kommt der nötigen Rohrlänge sehr nahe, ist aber tatsächlich ein wenig zu hoch.
Ähnliches gilt für alle anderen Ventilkombinationen. Die Intonation beim Gebrauch mehrerer Ventile zugleich ist daher grundsätzlich mehr oder weniger unsauber, wenn keine Kompensation in irgendeiner Form erfolgt.
Quintessenz aus dieser Erkenntnis: Je weniger Ventile benötigt werden, desto besser stimmt der Ton.

### Lösungsmöglichkeiten
Es sind grundsätzlich so wenig Ventile wie möglich zu benutzen.
Bei den geringen Differenzen der „kurzen“ Ventilkombination (1+2) erfolgt die Kompensation in der Regel nach Gehör über den Ansatz. Der Gebrauch des sauberen Griffs 3 wäre wünschenswert, in der Praxis meistens jedoch nicht möglich, da in den Grifftabellen der Instrumentalschulen und somit in der Ausbildung die Kombination 1+2 im Vordergrund steht.
Bei Instrumenten eher kurzer Gesamtlänge wie der Trompete wird die Differenz in Kombinationen mit dem dritten oder ersten Ventil meist durch einfaches Ausziehen des Ventilzuges des 3. Ventils kompensiert.
Bei klassischen Bauformen der Tuba wie dem Kaiserbass ist der Hauptstimmzug eigens konstruktiv darauf ausgelegt, während des Spiels vom Spieler mit der linken Hand zur Kompensation ausgezogen zu werden.
Bei Tuben und anderen Instrumenten mit großer Rohrlänge kann die Differenz jedoch zwölf Zentimeter und mehr betragen. Daher sehen die Hersteller bei hochwertigen Modellen konstruktionsseitig andere Möglichkeiten vor:

#### Viertes Ventil (Quartventil)
Bei der Trompete liegen die Töne, die von dem Problem betroffen sind, im seltener geforderten tiefen Register, wenig oberhalb des zweiten Naturtons.
Bei Instrumenten, die häufiger in dieser Lage gespielt werden, findet sich als kostengünstigste Maßnahme häufig ein viertes Ventil, das die Rohrlänge um den für eine Quarte erforderlichen Betrag verlängert (beispielsweise an Piccolotrompeten, Baritonhörnern, Euphonien und einfachen Tuben, selten auch Flügelhörnern).
Es ersetzt damit die Ventilkombination 1+3, sodass die häufig geforderte reine Quarte unter dem dritten Naturton sauber intoniert werden kann. Die selten geforderte übermäßige Quarte darunter intoniert mit der Kombination 2+4 jedenfalls weit besser als auf 1+2+3. Sie kann, wie die ebenfalls seltener geforderte verminderte Quarte auf 2+3, im Notfall per Stimmzug kompensiert werden.

#### Kompensierte Ventile, Kompensationssystem
Der englische Instrumentenbauer D. J. Blaikely ließ sich 1878 ein automatisches Kompensationssystem patentieren. Hierbei erhalten die ersten beiden Ventile eines dreiventiligen Instruments zusätzliche Rohrschleifen an der Rückseite; ihre Ventilkörper besitzen entsprechend drei statt zwei Kanäle.
Wird bei diesem System das kompensierte dritte Ventil in Kombination mit den anderen Ventilen betätigt, so wird die Luft durch deren normale Ventilschleife und zusätzlich durch die Kompensationsschleifen geführt, so dass die Gesamtrohrlänge dem notwendigen Betrag entspricht.
Analog haben vierventilige Instrumente Kompensationsschleifen an den ersten drei Ventilen, die nur in Kombination mit dem vierten Ventil zugeschaltet werden.
Im Ergebnis haben derart kompensierte Instrumente auf allen Kombinationen mit dem kompensierten Ventil wenigstens annähernd die korrekte Rohrlänge. Vierventilige kompensierte Instrumente besitzen sogar den entscheidenden Vorteil einer korrekten Intonation über die gesamte Oktave zwischen dem Grundton und dem zweiten Naturton. Diese Form der Kompensation ist daher besonders für tiefe Instrumente wie die Tuba und das Euphonium von Bedeutung.
Aus konstruktiven Gründen eignet sich diese Lösung insbesondere für Instrumente mit Pumpventilen.
Ein Nachteil kompensierter Ventile kann darin bestehen, dass die Instrumente auf ihnen dumpfer klingen und schlechter ansprechen. Die Ursachen dafür sind vermutlich ungünstig verlegte Rohrschleifen des Kompensationssystems sowie Turbulenzen, die an Engstellen, etwa in den Ventilen, entstehen.
Während hiervon in der Frühzeit ihrer Entwicklung alle Instrumente betroffen waren, gilt dies heute allenfalls noch für kompensierte Waldhörner, die einzigen gängigen Drehventilinstrumente, die auch mit Kompensation hergestellt werden.

#### Zusätzliche herkömmliche Ventile
Um die verbreiteten Klang- und Ansprechprobleme früher Kompensationssysteme zu umgehen, gingen einige Hersteller dazu über, stattdessen zusätzliche Ventile einzubauen, deren Rohrlängen ausschließlich auf den Gebrauch in Kombination mit anderen Ventilen ausgelegt sind.

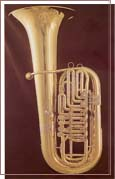
Tuba in F

Dieser Ansatz hat sich bis heute bei den Tuben erhalten: Viele hochwertige Kontrabasstuben besitzen ein fünftes Ventil, das darauf berechnet ist, anstelle des ersten Ventils in Kombination mit dem vierten Ventil benutzt zu werden („ausgezogene große Sekunde“). Basstuben in F besitzen bis zu sechs Ventile.

#### Zusätzliche Ventilschleifen
Eine weitere Alternative besteht darin, jedem Ventil zwei Rohrschleifen zu verleihen. Zwischen ihnen kann mit einem zusätzlichen Ventil umgeschaltet werden, das zugleich die Grundstimmung um ein bestimmtes Intervall verändert. Man erhält auf diese Weise quasi zwei Instrumente verschiedener Grundstimmung („Seite“) in einem. Für Töne mit problematischer Intonation auf der einen Seite ergeben sich dadurch mitunter weniger problematische alternative Griffe auf der anderen Seite.
Dieser Ansatz ist heute im Wesentlichen für Waldhörner von Bedeutung, die seit dem von Eduard Kruspe (Firma Ed. Kruspe) und Bartholomäus Geisig erstmals in Erfurt im 19. Jahrhundert vorgestellten Entwurf üblicherweise als F/Bb- oder Bb/f-Doppelhorn, seltener als F/Bb/f-Tripelhorn ausgeführt sind.
Vergleichbare voll ausgebaute Doppeltuben sind demgegenüber heutzutage außerordentlich selten.

#### Intonationszug (Trigger)

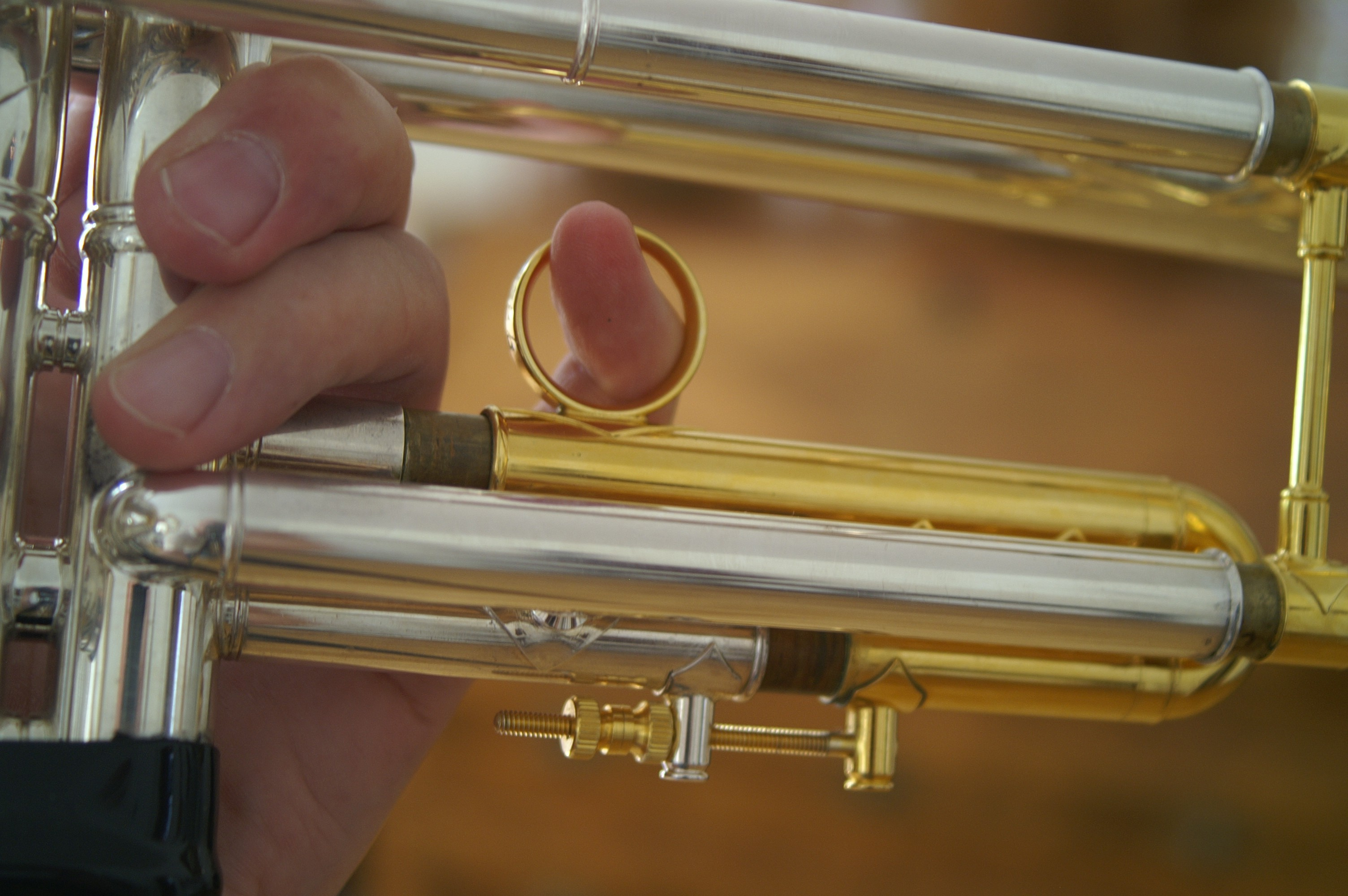
Trigger einer Périnet-Ventil-Trompete

Der auch als Trigger (englisch für Abzug) bezeichnete Intonationszug dient dazu, die Länge eines Ventilzuges oder des Hauptstimmzuges zu variieren, um bei Bedarf die Intonation zu korrigieren. Diese auch Intonationsdrücker oder -ausgleich genannte Vorrichtung besteht entweder aus einem mit dem Stimmzug verbundenen Ring oder U-förmigen „Sattel“, der mit einem Finger bewegt wird, oder aus einem mechanischen Hebel, der mit einem Finger gedrückt wird und in der Regel eine Rückholfeder besitzt.
Trigger befinden sich als zusätzliche Intonationshilfe bereits oft serienmäßig an Trompeten, Kornetten, Flügelhörnern sowie an hochwertigen Tuben und Euphonien. An preisgünstigen Trompeten fällt der Trigger oder Umstimmmechanismus für das erste Ventil bisweilen Sparmaßnahmen zum Opfer. Diese Instrumente weisen stattdessen eine längere Rohrschleife am dritten Ventil auf, weil der Hersteller davon ausgeht, dass eine Intonationskorrektur nur bei Verwendung des dritten Ventils erforderlich ist.